# Chloé
Chloé è una casa di moda francese fondata nel 1952 da Gaby Aghion. È stata la prima azienda di abbigliamento a realizzare prêt-à-porter di lusso.

## Storia

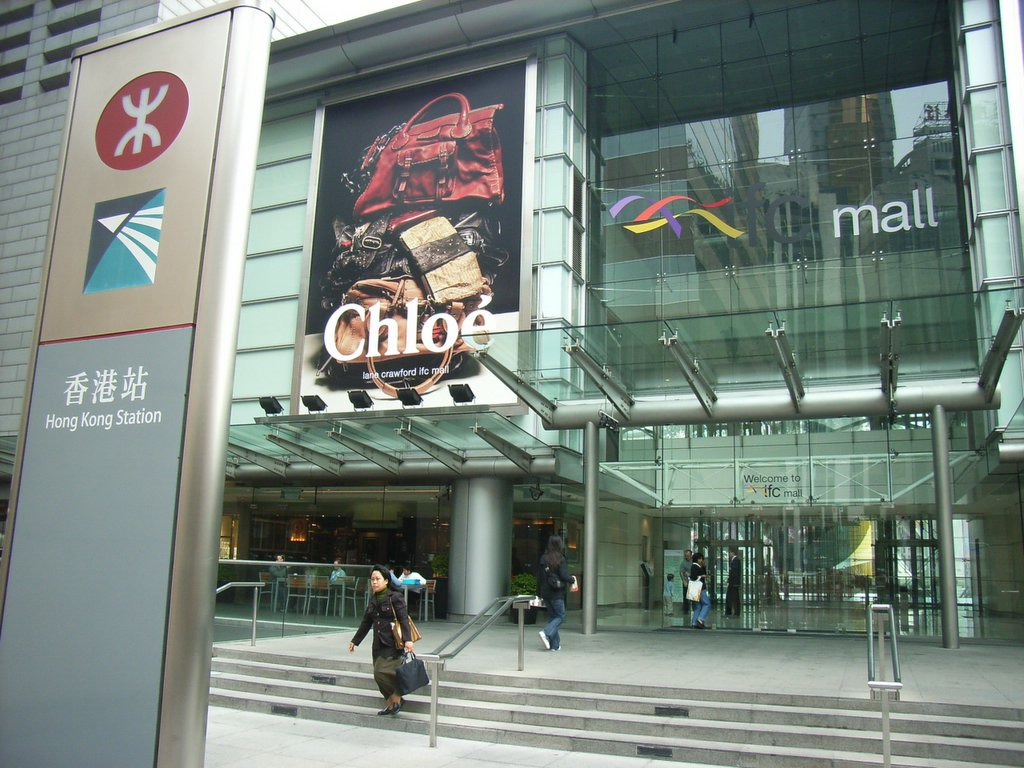
Chloé a Hong Kong

Chloé viene fondata nel 1952 dalla stilista parigina di origini egiziane Gaby Aghion e dal suo partner Jacques Lenoir, che fra i primi si resero conto della crescente richiesta di una moda prêt-à-porter di alta qualità. Il nome Chloé fu scelto dalla Aghion per il suono femminile e raffinato che aveva. Nel 1956 la prima collezione disegnata da Aghion fu presentata al Le Cafè de Flore. Il successo fu tale da permettere ad Aghion e Lenoir di assumere nuovi giovani talenti come Christiana Bailly, Michèle Rosier, Maxime de la Falaise, Graziella Fontana, Tan Giudicelli, Guy Paulin, Carlos Rodriguez, che in seguito intraprenderanno carriere di grande successo.
Dal 1966 al 1983 principale stilista di Chloé è Karl Lagerfeld, e il marchio diventa uno dei più noti nel mondo della moda, indossato da personalità come Jackie Kennedy, Brigitte Bardot, Maria Callas e Grace Kelly. Punto di forza di Chloè diventa la realizzazione di ogni singolo accessorio d'abbigliamento, creando in proprio persino bottoni e bijoux. Nel 1971 viene aperta la prima boutique monomarca Chloé a Parigi.
Dal 1985 Chloè entra a far parte del gruppo Richemont, mentre altri giovani stilisti si alternano alla direzione artistica della maison fra cui Martine Sitbon (dal 1988), Karl Lagerfeld (dal 1992) e Stella McCartney (dal 1997), Phoebe Philo (dal 2001), Paulo Melim (dal 2006), Hannah MacGibbon (dal 2008), Clare Waight Keller (dal 2011) e Natacha Ramsay-Levi (dal 2017).
Nel corso degli anni la produzione Chloè si è allargata al campo degli accessori di moda in pelle (scarpe, borsette) e dei profumi. Ad oggi, Chloé è distribuito praticamente in tutto il mondo, tramite una rete di filiali che coprono le maggiori capitali: Parigi, Londra, Tokyo, Hong Kong, Shanghai, New York, Dubai fra le altre. In Italia gli unici negozi monomarca del brand si trovano uno a Milano all'interno dei grandi magazzini La Rinascente un altro a Porto Cervo, uno in via della spiga a Milano, uno a Roma e un altro in provincia di Firenze al The Mall, un outlet di brand di lusso.

## Prese il nome'Chloe'' ispirandosi alla sua migliore amica che si chiamava Chloe'
1. ↑   interview with Gaby Aghion [collegamento interrotto], su fashionweekdaily.com.
2. 1 2 3  Dizionario della moda